# چارلستون، استرالیای جنوبی
چارلستون (به انگلیسی: Charleston) یک شهرک در استرالیا است که در استرالیای جنوبی واقع شده‌است.